# Élections sénatoriales de 2008 dans les Côtes-d'Armor
Les élections sénatoriales dans les Côtes-d'Armor ont eu lieu le dimanche 21 septembre 2008. Elles ont eu pour but d'élire les sénateurs représentant le département au Sénat pour un mandat de six années.

## Contexte départemental
Lors des élections sénatoriales du 27 septembre 1998 dans les Côtes-d'Armor, trois sénateurs ont été élus, un PCF et deux PS.
Depuis, tous les effectifs du collège électoral des grands électeurs ont été renouvelés, avec les élections législatives françaises de 2007, les élections régionales françaises de 2004, les élections cantonales de 2004 et 2008 et les élections municipales françaises de 2008.

## Rappel des résultats de 1998
| Candidat et parti politique | Candidat et parti politique | Candidat et parti politique | Premier tour | Premier tour | Second tour | Second tour |
| Candidat et parti politique | Candidat et parti politique | Candidat et parti politique | Voix         | %            | Voix        | %           |
| --------------------------- | --------------------------- | --------------------------- | ------------ | ------------ | ----------- | ----------- |
|                             | Pierre-Yvon Trémel          | PS                          | 845          | 54,10        |             |             |
|                             | Gérard Le Cam               | PCF                         | 757          | 48,46        | 842         | 55,32       |
|                             | Claude Saunier              | PS                          | 676          | 43,28        | 815         | 53,55       |
|                             | René Régnault               | PS                          | 600          | 38,41        | 214         | 14,06       |
|                             | Sébastien Couépel           | UDF                         | 497          | 31,82        | 532         | 34,95       |
|                             | Christian Nicolas           | RPR                         | 462          | 29,58        | 483         | 31,73       |
|                             | Pierre Le Gouez             | RPR                         | 387          | 24,78        | Retrait     | Retrait     |
|                             | Pierre Morvan               | UDB                         | 33           | 2,11         | 13          | 0,85        |
|                             | Martine Lucas               | Verts                       | 32           | 2,05         | Retrait     | Retrait     |
|                             | Françoise Antoine           | Verts                       | 22           | 1,41         | 1           | 0,07        |
|                             | Laurent Lintanf             | Verts                       | 19           | 1,22         | Retrait     | Retrait     |
|                             | Jean-Luc de Trogoff         | FN                          | 16           | 1,02         | 6           | 0,39        |
|                             | Olivier Bidou               | CNIP                        | 11           | 0,70         | 3           | 0,20        |
|                             |                             |                             |              |              |             |             |
| Inscrits                    | Inscrits                    | Inscrits                    | 1 584        | 100,00       | 1 584       | 100,00      |
| Abstentions                 | Abstentions                 | Abstentions                 | 16           | 1,01         | 29          | 1,83        |
| Votants                     | Votants                     | Votants                     | 1 568        | 99,21        | 1 555       | 98,17       |
| Blancs et nuls              | Blancs et nuls              | Blancs et nuls              | 6            | 0,38         | 33          | 2,12        |
| Exprimés                    | Exprimés                    | Exprimés                    | 1 562        | 99,62        | 1 522       | 97,88       |

## Sénateurs sortants
| Sénateur | Sénateur         | Parti | Fonctions lors de l'élection en 1998    |
| -------- | ---------------- | ----- | --------------------------------------- |
|          | Gérard Le Cam    | PCF   | Adjoint au maire de Plénée-Jugon        |
|          | Charles Josselin | PS    | Ministre                                |
|          | Claude Saunier   | PS    | Sénateur sortant, maire de Saint-Brieuc |

## Présentation des candidats et des suppléants
Les nouveaux représentants sont élus pour une législature de 6 ans au suffrage universel indirect par les 1638 grands électeurs du département. Dans les Côtes-d'Armor, les sénateurs sont élus au scrutin majoritaire à deux tours. Leur nombre reste inchangé, 3 sénateurs sont à élire. Ils sont 18 candidats dans le département, chacun avec un suppléant.
| T/S | Candidats | Candidats                | Parti | Principale fonction                        |
| --- | --------- | ------------------------ | ----- | ------------------------------------------ |
| T   |           | Gérard Le Cam            | PCF   | Sénateur sortant, maire de Plénée-Jugon    |
| S   |           | Claudine Fejean          | PCF   |                                            |
| T   |           | Jakez Gicquel            | Verts |                                            |
| S   |           | Carine Hue               | Verts |                                            |
| T   |           | Dominique Grall          | Verts |                                            |
| S   |           | Hervé Jégou              | Verts |                                            |
| T   |           | Bernard Prigent          | Verts |                                            |
| S   |           | Christiane Seguin        | Verts |                                            |
| T   |           | Yannick Botrel           | PS    | Conseiller général, maire de Bourbriac     |
| S   |           | André Calistri           | PS    |                                            |
| T   |           | Jacqueline Chevé         | PS    | Conseillère régionale                      |
| S   |           | Ronan Kerdraon           | PS    | Maire de Plérin                            |
| T   |           | François Bouriot         | PRG   |                                            |
| S   |           | Ghislaine Lemaitre       | PRG   |                                            |
| T   |           | Arnaud Carré             | PRG   |                                            |
| S   |           | Martine Jacopin          | PRG   |                                            |
| T   |           | Michel Priziac           | PRG   |                                            |
| S   |           | Jean-François Bouguennec | PRG   |                                            |
| T   |           | Jean-Yves Callac         | REG   |                                            |
| S   |           | Martine Landois          | REG   |                                            |
| T   |           | Mona Bras                | UDB   |                                            |
| S   |           | Yane Kervoas             | UDB   |                                            |
| T   |           | Philippe Coulau          | UDB   |                                            |
| S   |           | Henri Le Naou            | UDB   |                                            |
| T   |           | Robert Pédron            | UDB   |                                            |
| S   |           | Marc Gaillot             | UDB   |                                            |
| T   |           | Bruno Joncour            | MoDem | Conseiller régional, maire de Saint-Brieuc |
| S   |           | Jean-Luc Couellan        | MoDem |                                            |
| T   |           | Michel Desbois           | UMP   |                                            |
| S   |           | Martine Tisson           | UMP   |                                            |
| T   |           | Hervé Guélou             | UMP   |                                            |
| S   |           | Michèle Nicol Maniey     | UMP   |                                            |
| T   |           | Christiane Lemasson      | UMP   |                                            |
| S   |           | Loïc Roscouët            | UMP   |                                            |
| T   |           | Pierre Génie             | FN    |                                            |
| S   |           | Myriam de Coatparquet    | FN    |                                            |

## Résultats
|                | Yannick Botrel      | PS             | 926   | 57,69  |  |  |
|                | Jacqueline Chevé    | PS             | 914   | 56,95  |  |  |
|                | Gérard Le Cam       | PCF            | 880   | 54,83  |  |  |
|                | Bruno Joncour       | MoDem          | 379   | 23,61  |  |  |
|                | Hervé Guélou        | UMP            | 327   | 20,37  |  |  |
|                | Christiane Lemasson | UMP            | 305   | 19,00  |  |  |
|                | Michel Desbois      | UMP            | 272   | 16,95  |  |  |
|                | Dominique Grall     | Verts          | 74    | 4,61   |  |  |
|                | Bernard Prigent     | Verts          | 70    | 4,36   |  |  |
|                | Jakez Gicquel       | Verts          | 51    | 3,18   |  |  |
|                | François Bouriot    | PRG            | 48    | 2,99   |  |  |
|                | Mona Bras           | UDB            | 46    | 2,87   |  |  |
|                | Robert Pédron       | UDB            | 41    | 2,55   |  |  |
|                | Philippe Coulau     | UDB            | 36    | 2,24   |  |  |
|                | Arnaud Carré        | PRG            | 25    | 1,56   |  |  |
|                | Michel Priziac      | PRG            | 22    | 1,37   |  |  |
|                | Jean-Yves Callac    | REG            | 13    | 0,81   |  |  |
|                | Pierre Génie        | FN             | 8     | 0,50   |  |  |
|                |                     |                |       |        |  |  |
| Inscrits       | Inscrits            | Inscrits       | 1 638 | 100,00 |  |  |
| Abstentions    | Abstentions         | Abstentions    | 20    | 1,22   |  |  |
| Votants        | Votants             | Votants        | 1 618 | 98,78  |  |  |
| Blancs et nuls | Blancs et nuls      | Blancs et nuls | 13    | 0,80   |  |  |
| Exprimés       | Exprimés            | Exprimés       | 1 605 | 99,20  |  |  |